# White Hart Lane
White Hart Lane va ser un estadi de futbol situat al barri londinenc de Tottenham a Anglaterra. El propietari del camp va ser el Tottenham Hotspur F.C. que hi jugà els seus partits com a local.
L'estadi va ser construït l'any 1899 i la seva capacitat total després de nombroses remodelacions és de 36.310, sent així el tretzè camp més gran del Regne Unit i el novè de la Premier League. El Tottenham Hotspur el va reemplaçar amb el Tottenham Hotspur Stadium l'any 2019.